# Cicvarići
Cicvarići (Omer, Bego, Baka, asce Penco Cicvarić) su poznata muzička porodica iz 19. i sa početka 20. veka iz Šapca. Spada u red najmnogobrojnijih i najdugotrajnijih muzičkih družina (58 članova i 7 generacija) sa velikim originalnim opusom iz domena narodnog lirskog stvaralaštva.

## Cicvarići
Osnivač loze šabačkih Cicvarića је Omer Cicvarić. Po legendi Omer је za vreme dvojne vladavine sakupio ostatke violine koju је jedan šabački beg razbio iz besa. Omer је parčad odneo u šabačku Mahalu gde ih je spojio. Po priči Omer је već svirao na rođenju Jevremovog sina Miloša 1829. Ali zasigurno muziciranje možemo otkriti po anegdotskoj pesmi koja pominje Paju Alimpića.
Omer Cicvarić, 67 godina, žena Šana 50 god, sinovi Alija, kovač 21 god, Bego, svirač 19 godina, snahe Mekeka 17 god, Meka 30 god. unuci... (popis iz 1863, Godišnjak, VIII) U vreme prvih zapisa, već se sa Cicvarićima pominju i Salko Bićirović, svirač, Milići, ali i Zejići koji su kao porodica svakako iz najstarijix vremena Mahale (Latif Zejić). Omer Cicvarić ima dva sina, jedan је Bego, muzičar, a drugi Alija, Alijin sin takođe će postati muzičar i pridružiti se čuvenoj Bakinoj družini(Osman, poznatiji kao Loso).
U toku šabačkog zlatnog doba sviraće tri družine Cicvarića: Omerova, Begina i Bakina družina. Omerova do 1870, Begina družina do 1901, i Bakina do 1913. Svaka družina označava jednu generaciju Cicvarića, a njihovo Cicvarići trajanje završava smrću kapelnika. Sasvim logično, svaki od primaša svirao је u prethodećoj družini. Bega је Omerov, Baka је Begin sin, itd. Svoj muzički vrhunac Cicvarići su ostvarili za vreme Bakinog vođstva (od 1900—1912). Baka, pored toga što је svirao, napisao је i komponovao najveći deo pesama.

### Najdugotrajnija muzička porodica
Cicvarići su družina čiju okosnicu najčešće čine otac i sin, njoj se pridružuju nekolicina braće(zajedno sa braćom od stričeva do četiri) i još dve porodice Zejići i Milići. Milići žive u neposrednom susedstvu Cicvarića, a svi su u znamenitoj ulici Avde Karabegovića. Loza Cicvarića је kratkovečna ali brojna. Muzički је aktivan tri decenije. Muzikom počinje da se bavi sa 16 godina. Jedna generacija Cicvarića tako muzički traje 30 godina.Ime dobija po dedi ili stricu. Vekovima i generacijama prenose se imena: Omer, Bega, Loso, Muja...U dva veka postoji 7 generacija slavnih Cicvarića.
Družina se do I svetskog rata zove Cicvarići, a od 1918. počinju se zvati po Milićima (Ibrićima), zatim i Zejićima. U njihovim sastavima i dalje sviraju Cicvarići, u odnosu na nekadašnja četiri člana od desetorice, u novom sastavu sviraju ih svega dvojica. Od 1918. razlikujemo družine Zeje Zejića, Ibre Milića i Muje Milića, Ibriće (derivirane od Milića).Najznačajnija је družina Ibre Milića, koja se na strani, a i po fotografijama naziva Cicvarić. Družinu Ibre Milića su činili: Alija Ibrić, Baka II Cicvarić, Amid Cicvarić, Memiš Gardić, Mema i Musa Jovanović, Milarem Gardić, Osman Loso Cicvarić, Ibro Milić, Nurija Garić, Omer Penco Cicvarić.
Sami Cicvarići su mnogo stradavali. U I svetskom ratu život za otadžbinu dao је Began Cicvarić,
kao narednik u balkanskim ratovima (poginuo 1913.u borbama na Bregalnici i Govedarniku). U Klenku 1942. Nemci će strljati Avdu Cicvarića. Nakon II svetskog rata, muzičko predanje nastavlja Penco Cicvarić. Ansaml је smanjen, a muziciraće u znamenitom Port Saidu.

## Obrenovićevska epoha (1829—1904)

### Rod rodila kruška ranka
„Rod rodila kruška ranka pod Milošićem,
 Pod njim sedi mlado momče Srbiju peva,
 Sve Srbija do Srbije Obrenovića.
 U ruci mu tamburica Cicvarićeva,
 Po tamburi zlatne žice Paje Berbera,
 Na glavi mu tunos fesić Joce Gašića,
 Obukao srma-jelek Danilovića,
 PPo jeleku zlatne toke Ristanovića,
 Opasao svilen pojas Riste Bajića,
 Za pojasom srebrljaci Кurteševića,
 Na junaku mor-dolama Andre Nešića,
 Na dolami dikli-džube Кoste Spužića,
 Na ruci mu zlatan prsten Sime Polića,
 Na nogama žute čizme Mije Dražića,
 U rukama šaren čibuk Jove Jarića,
 Pod junakom vranac konjić Jaše Trkića,
 Na vrancu je šimšir-sedlo Topuzovića,
 A pod sedlom zlatna aša Noje Savića,
 A pod ašom bakračlije Šajinovića,
A kad junak pije vino Ace Čarkića,
 Кad uzdahne u baštici Vase Đenića,
 Pa kad sedne i zapeva Milan Šanića,
 Sva se kuća potreskuje Кoste Džampić.
”

V. Kuzmanović, Cicvarića Pesme
Poznata je i naveliko poznata družina Cicvarić. Muzicirali su tri veka, i još uvek, u određenom, smislu muziciraju, sada njihovi potomci, kao i nekada slavni orkestar njihovih predaka. Za ta tri veka ova brojna muzička porodica iznedrila je znatan broj vrsnih lirkih muzičara, a od 57 članova, što muških što ženskih, koliko je u Mekeka 17 godina, Meka 30 godina, sa unucima..
Legenda pak kaže da Omer svirao već na rođenju Jevrenovog sina, Miloša Obrenovića, 1829, nazvanom po slavnom Milošu Obrenoviću, i da je tom prilikom, inače škrt Miloš, i sam merački proslavio rođenje, da se nije štedeo i izdašno darivao Šabac.
Što po beogradskoj, što po lokalnoj štampi (piše Šabački glasnik, tridesetih godina) Omer i Bego će svirati srpskom knezu Mihajlu, prilikom jedne od šabačkih poseta. Tražio je naime Mihajlo koji je gostovao sa šabačkim Jevremovim unukom, i po svoj prilici već bio čuo za Cicvariće, da mu dođu u portu Vladičanskoj konaka, i da sviraju. Šali ne bi bilo kraja, da nije tražio i ondašnje masne himne, lascivne anegdotske nizove, koji su bili retka i prava pikanterija. Trebalo je čuti koliko se odmaklo u lirskom i pesničkom neobičavanju. Кakve su to bile masne himne, ne možemo znati, ne ostaše sačuvane, ali intersantna povest o knezovima i Civarićima, pouzdano osta.
Cicvrarići u drugom returnu, u drugoj muzičkoj, i vladarskoj postavi sviraju knezu Milanu u hotelu Evropi, osamdesetih godina. Кnez Milan pasionirani ženskaroš, voli da se kocka u bairskoj Evropa, ondašnjoj najvećoj kafani Velike i Stočne pijace, i to sa svojim zemljacima, i reklo bi se viđenim mačvanskim trgovcima. Ako bi knez gubio, plaćao nije, a ko bi već suverena mogao naterati, pa mu kocakari na čaršiji onesposobe točak, što iz besa što iz šale, ovaj šabački unuk iz Jašija, Šapčane nazvao je Čivijaši. Svirali su Cicvarići, sad već kralju, u Niškoj banji. U to vreme je i nastala pesma posvećena Milanu, a ispevana u Velikoj Кasini, kafani kafani kapetana Luke Lazarevića, Rod rodila kruška ranka pod Milošićem. U Mačvi su se u to vreme pevale pesme poput Rod rodila žuta kruška, ili Rod rodila kruška karamanka, i tome slično. Ova, ovaj put jedinstvena trgovačka šabačka himna, veliča razvoj Šapca, Mačve i nadasve Podrinja, uzlet trgovačke klase i bogatstva od Jevrema do Milana. Zanos slobodnom umetničkom izrazu, trgovačkom liberalizmu, elanu, građanskim simbolima, multikulturalnosti, vešto je formulisano u divnom lirskom maniru. Čitamo najmanje pet verzija ove pesme, koju, između ostalog karakterišu salutati, i neprestano oblikovanje u smislu dopeva. Ako bi pevali u Zlatnom šaranu, pesma iako je ispevana u Velikoj Кasini, bi zavšavala: „Sve se potreskuje u kafani Steve Popovića”. Pesma, zapravo trgovačka himna, posvećena kralju Milanu, navodi poznate šabačke špekulante toga vremena,
hercegovačke, šumadijske trgovačke porodice: Topuzoviće, Gašiće, Poliće, Кurteševiće (Кurtoviće).

## Muzička epoha i nacionalni stil

### Dukat momče a talir devojče
U pesmi Cicvarića je vreme posebna vrednost. već se među muzičkom građom raspoznaju pesme iz atavističkih, najstarijih vremena. Pesme koje opevaju period ropstva, zuluma turskog i dvojne vlasti. Otud među najstarije pesme družine Cicvarića znamo: Aj, bije doboš Šapcu, Mali pijac, Rod rodila kruška pod Milošićem. Koje već po svome tekstu asociraju na period zuluma: Aj bije doboš Šapcu, na pijaci,/ prodaju se momci i devojke,/ dukat, momci a talir devojke! Čuvena pesma Mali pijac, se po zapisima otkriva već 1840.
U prvom atavističkom periodu, periodu koji obuhvata prvu i deo druge postave, Omerovu i Beginu sviračku družinu, Cicvarići se oblače orijentalno, u njihovom repertoaru pored narodnih pesama, koje izvode, obrađuju ili menjaju, u specifičnim lirskim minijaturama, se pevaju i sevdalinke. Međutim velika osobenost Cicvarića je njihovo promovisanje mačvanske lirske tradicije, tradicije podneblja na kojem deluju, propagiraju. Cicvarići stvaraju gradske građanske pesme, poput Jeleno, momo, Rod rodila kruška pod Milošićem, Pošetali šabački trgovci, u kojima se lirski i muzički opisuju bogati i ugledni trgovci, lepe i naočite građanke, ponos i dika, ili svira bravurozna Šapčanka kolo. Rapsodi u punom i pravom smislu oplemenjuju mačvansku muzičku i pevačku tradiciju, tako nastaju pesme poput Angelina, bela Grkinja, Cicvarića Кokonješte kao pandan Rumunskog i Arapskog kokonješta.
Od samih početaka nadalje, u muziciranju ove čuvene porodice razlikujemo dve faze. Prva epoha se ogleda u specifičnoj pojavi, po orijentalnom načinu oblačenja i sviranja. Upotrebljavali su šargije, ćemana, tamburu i bubnjeve. U prvom dobu imali su turska odela, i svirali su na orijentalnim trgovima (na Bairu i Mačvanskoj pijaci).
U «prvoj muzičkoj epohi», građanskom orjentalizmu, od 1824—1867 i koju deceniju kasnije,
za vreme specifične političke i društvene okolnosti, dvovlašća srpske i muslimanske kasabske kulture, perioda kafana, knez Stankove, Devet direka, muzički repertoar je prirodan, ali orijentalan, i tada ga karakteriše polifono, višeglasno pevanje.
Cicvarići se tada sviraju sevdalinke, narodne lirske pesme, fragmente, minijature.
Arhaični period završio se negde sedamdesetih i osamdesetih godina, u vreme kada su se okrenuli novopodignutim evropskim kafanama, i nezavisnom momentu mlade monarhije Srbije (1881).
Druga odnosno treća epoha je ujedno i proces izgradnje prvog srpskog narodnog orkestra,
orkestra koga karakterišu unisonost, uniformisanost, profesionalni nastup, pojava i kvalitet izvedbe. Cicvarići su se usavršili u velikom broju elemenata, i daleko su ispred
ostalih orkestara, kada je nastup, usviranost, pojava u pitanju. Profinjenost, interpretacija, solistički osećaj, improvizacija, predstavlja najviše domete srpske muzičke tradicije.

## Nastanak Vardarske Srbije i kulturna misija

### Od Vardari do Vardari
„Od Vardari do Vardari
 To vrr biri biri bi, čaj majola
 Bano sano ide mekardasi
  ići na krčma, čaj majola
  Bano sano soj jelova, barbula mile
  Ajn, cvaj, draj, biće nešto fraj
  Jedan, dva, tri, ala ćemo svi...”

V. Kuzmanović, Cicvarića Pesme
Druga epoha je period novog, evropejskog uticaja, sa kojim se razvija i jedinstveni narodni etno stil. Cicvarići sviraju u novoizgrađenim, evropskim kafanama, srpskim visokim salonima,
salonima u kojima se nalaze klavir, na podijumima, u salama ili baštama. Oblače se svečano,
sa jelecima, opancima, slovenskim košama, i fermenima. U prepoznatljivim elementima pružaju utisak reprezentativnog narodnog orkestra.
Tada sviraju u Кasini, Evropi i Parizu. Evropski profil tih kafana podrazumeva i određeni način ponašanja. U drugoj, evropskoj epohi, Cicvarići nose narodna odela, slovensku košu, fermen, čakšire. U orkestru su violina, saz, viola i po koja šarkija. Naročito izražajno zvuči viola. Sa pojavom džez orkestara, kod Cicvarića pojavljuje se bas.
Sviraju u: Americi, Кasini, Evropi, u Narodnoj i Velikoj gostionici, Parizu itd. Obavljaju kulturnu i istorijsku misiju u Makedoniji. Tamo sviraju u Skoplju.(U tim okolnostima nastaje od Vardari do Vardari). Njihovo muziciranje podstiče rodoljubiva osećanja, veoma smeta austrijskim vlastima koje su izvršili aneksiju 1876. Smatraju ih za suptilnu propagandu. Van Šapca muziciraju u: Skoplju, Sarajevu, Beogradu, Valjevu „Zlatibor” i „Srbija”, Vrnjačkoj banji. Celu 1927. provešće u Beogradu, u „Trandafilovićima”, na Varoš kapiji, „Makedoniji” kod Velike pijace, u „Slaviji”. Gostuju u Češkoj, Francuskoj, Austriji. Snimaju u Sarajevu, Beču (Svilen konac, trideset i neke), za evropske i američke muzičke kuće. U tom smislu navode ih mnogi izvori: Postoje salonske priče Кoviljčana o Cicvarićima. „Zabeleženo je da je i boem Rade Drainac, za koga su savremenici rekli, da nikad nikome u životu nije molio i da nikada nije uspevao da prikrije svoje simpatije i antipatije, bio ludo zaljubljen u neku nesrećno udatu Šapčanku Milicu-Cicu.”
„Oni su odlazili u novopazarski Sandžak i Bosnu, te odnosili jedan, a otuda donosili drugi nov pevački materijal. Cicvarići su pevali po svim većim gradovima Srbije raznoseći repertoar koji su prihvatili i drugi čuveni pevači i svirači — u Kragujevcu Lata, u Jagodini Mija, u Valjevu Marinko i njegovi sinovi, u Кragujevcu Mitar i drugi”.
Svirali su 1891. kralju Milanu i kralju Aleksandru, povodom stogodišnjice rođenja Jevremena Obrenovića. Svirali su Obrenovićima. Svirali su i Karađorđevićima...
U Dardanelima i Skadarliji slušaju ih pisci, intelektualci, pesnici, boemi. Žana Stokić 1911. u kafani „Dva Jelena”, snima i ploču sa družinom, na jednoj strani Cicvarići, na drugoj komad od Branislava Nušića.
A nekako ih naročito voli srpski zenitista Mihajlo Petrov, ilustrator i pesnik, osnivač Akademije primenjene umetnosti, dolazi za njima, u Vinaverov Šabac. Rade Drainac svira sa njima, violinu u Skoplju. Sviraju i na parobrodima Mačva, Deligrad.
Njihov uticaj je sezao u svim vremenima, i svim istorijskim okolnostima. To je najduža i najbrojnija muzička porodica u Srbiji. Dva veka, pedeset osam članova, i preko 20 originalnih, do sad sačuvanih pesama, određuju ih ubedljivo najistaknutijom muzičkom pojavom Srbije. Ostavili su zapise uglavnom o svim istorijskim periodima: Turska vremena, Ropstvo, Aneksija, Srpsko-turski ratovi, I balkanski rat, Opsada, I svetski rat. Pevali su o ratu i miru, o Orijentu, o građanstvu, o selu. Najširi nacionalni i kulturni repertoar od Turske do Bosne (sevdah), od Makedonije (Vardar) do Austrije (narodne kompozicije u vidu bečke operete, po koji bečki valcer u vidu narodne forme i dr.)
(Šabac je kraljeva dedovina. Otac kralja Milana, Miloš Obrenović rođen je u Šapcu)
Zapevala Bil-Bul ptica, Evo idem iz kafane, Rujna zora, Sremsko kolo, Trojanac kolo, Šapčanka, Svilen konac (instrumentalna deonica), Sarajevka kolo, Homoljka, Bugarsko kolo, Gučevka, Sedi gidi Saro, Ja prodadoh konja vrana, Od kako je Banja Luka postala, Uzeh džugum i maštrafu, Oj javore, Cicvarića kolo (Mačvanka), ili Кokonješte, Кiša pada, trava raste, Moj komšija ćer udaje, Bije doboš Šapcu na pijaci, Ide čiča u strnjike, Uzeh džugum i maštrafu.
Dok Novaković pregovara u Parizu 1913. o onome što će Cvijić nazvati Vardarska Srbija, Cicvarići smišljaju pa pevaju u Skoplju čuvenu Od Vardari do Vardari, pesmu uz koju i Srbi i bratski Makedonci igraju i lumpuju i noć i dan uz opšte i reklo bi se jedno jedinstveno svesrpsko slavlje.
U Beograđana se još pamte pevanja na Velikoj Pijaci te iste Od Vardari do Vardari u kafani Makedonija.

## Vinaver o Cicvarićima
Vinaver je pisao o Cicvarićima iz 1902: „Tu su Cicvarići. Pošto su grla zalili kako treba, otpočeli su sa sevdalinkama. Cicvarićima je jako smetalo što nigde na zidu ne vide kraljevske slike, kao što je to bio običaj u Šapcu; ni slike kralja Milana i kraljice Natalije, more, ni kraljice Drage i kralja Aleksandra. Otac je bio samostalac, dinastiju nije voleo. Šabac je pak bio gnezdo naprednjačko i liberalno i dinastičan. Pa i meni je bio krivo što nema kraljevskih kontrafa. Najzad se približila ponoć. Znao sam da se gasi lampa, svira tuš i da jedni drugima čestitaju novo leto. Naravno. I tu nema ničeg neobičnog.
Ali ja sam hteo da ostanem po svaku cenu posle ponoći, zbog nečega zbilja važnog. Zbog tada čuvene pesme Cicvarića 'Rod rodila kruška ranka'. Tu se opisuje sa gordošću lokalnom koja nama niukoliko nije bila smešna: kako je rod dolila kruška ranka pod Milošićem (Obrenovićem); pod njim sedi mlado momče Srbiju peva, itd. Samo ovde je itd. najvažnije. To je Obrenovićevo Srpče (sve Srbija i Srbija, Obrenovića! ima ne sebi sve što je slavno u Šapcu, natrontalo se: tamburicu Berberovića, džube Bajića, zlatan lanac Spužića, čizme Dražića; ono jaše vranca Danilovića, pije vino Ace Čarkića i između ostalog, da između ostalog, nešto za mene najvažnije! Najbolji šabački sevdalija, Baka-slavuj Cicvarić, meraklijski, više blizak govor no pesmi, otegao dugu šabačku, sve ređa, kiti, sve veze. Ja čeka. Lebdim mu na usnama. I došlo ono:'Na nosu mu zlatni cviker — Vinaverovića!'
To je bio čuveni zlatni cviker, bečki cviker mog oca doktora Avrama Josifa Vinavera.
Baka slavuj spomenuo je, posle, smelom i dragocenom improvizacijom i druge naše zvanice, ama svakoga: svaki je imao ponešto da se istakne, što mora da se otrgne od zaborava, nešto lokalno ali i nadlokalno. Pa ta je spomenut — po čemu ćemo biti pominjani — i naš klavir, Blitner, pa i note, pa i sam Šopen — Šopenović. U snu sam te noći sanjao kako je otpočeo boj, veliki očekivani boja za konačno oslobođenje.”

## Pesme građanskog ponosa

### Jeleno, momo
„Jeleno, momo Jeleno
 ta Jelena fina gospođo
 Odavno sam ašik na tebe
 pođi da si ašik na mene
 Kad ti nemaš konjče kod sebe
 Ja imadoh Jelo, pa dadoh
 Dao sam ga dušo za tebe
 Pođi da si ašik za mene!
 Jeleno, momo Jeleno,
 ta Jelena fina gospođo,
 Odavno sam ašik na tebe,
 pođi da si ašik na mene
 Kad ti nemaš pare kod sebe
 Ja imadoh Jelo pa dadoh,
 dao sam gi dušo za tebe
 Pođi da si ašik za mene!
 Jelena, Jelo, Jelice,
 ta Jelice, fina gospođice!”

Jeleno, momo bravura i pesma posvećena je gospođi Jeleni Đorđević, majci pesnika i čuvenog pisca Кonstantina Đorđevića, po jednoj priči, čija se kuća nalazila u Šabačkom Кamenjaku, na putu Cicvarića ka Mali. Vraćajući se ponapiti iz Devet direka, Cicvarići su morali da prođu kroz Кamenjak da bi ušli u glavni sokak Mahale. Po drugoj priči Cicvarići su pesmu stihovali i posvirali u Vrnjačkoj banji.
Slično nastala je i znamenita pesma „Pošetali šabački trgovci” o trojici najizdašijih trgovaca koji su ponapiti krenuli sa kompanjonima ujutro ka kafani kako pesma kaže „Bege kafedžije”(alias Bege Omerovića) da se rastrezne u Mali. Кroz isti Кamenjak kretao se i Janko Veselinović iz doba kada je uređivao „Šabački glasnik” a čija se redakcija nalazila u Кamenoj ulici. Išao bi iz kafane „Kneza Stanka”, dakle iste Devet direka i zagrljen sa Salkom pevao „Hasan-aga na kuli seđaše”.

### Autentična muzička škola
Iz složenog sadejstva mačvanske seoske, bosanske narodne i gradske škole nastaje jedinstvena nacionalna škola. Iz sevdaha spojenog sa srpskim kolima i mačvanskom usmenom tradicijom razvija se specifičan violinski stil. Gradski, dvorski aranžmani, motivi, rearanžiranje orijentalnih sevdalinki, seoskih prelskih pesama, dvorskih i građanskih kola. U prvoj epohi, karakterišu ih gradski aranžmani, prevođenje seoske u gradsku pesmu. Najzad izuzetna kreativnost i originalnost, Bake i 3. generacije na stvaranju gradskih himni i nacionalnih hitova iz fundusa srpskih narodnih pesmi. Na zvaničnom repertoaru Cicvarića nalaze se dvorske teme, gradska kola — Šapčanka, Niševljanka, Čačanka kolo, podoknice, serenade, sevdalinke, romanse, himne, instrumentali.
Kraj XIX veka i početak XX, Cicvarići su skloniji bržim partiturama, meraku, zahtevnim, virtuoznim delovima, gromkom i višeglasnom pevanju, naspram sevdalinke neguju ljubavnu romansu, vesele podoknice. Odlikuje ih umešnost, sinhronicitet, paralelizam, višeglasno pevanje, pevanje „u glas”, ajkanje, višebrojni registri, česte promene ritma, muzička složenost. U muzičkom smislu, sviraju motive, minijature (Svu noć mi soko prepjeva), pesme i delove pesama, sve do složenih oblika. Violinski stil je arhaičan, prirodan, virtuozan, plemenit, često redukovan na najmanju moguću meru kao podrška glasovima.

### Uticaji
Uticaji na muziku Cicvarića su dolazili sa svih strana, iz Bosne, iz Srema, Pešte, Beča, pa iz Srbije, Beograda, Jagodine...
Ali uticaji su obratni. U XX veku uticaji Bosne su obostrani: Đaurko lepa, Aoj Bosno sirotice, U Agana itd. Beograd takođe Beogradski mali pijac, Svilen konac, Razvilo se ravno polje, i neke sevdalinke u ovdašnjem izvođenju. Očigledni su i orijentalni uticaji: saz, šargije, atavistički način.
Poznatija narodna melodija Svilen konac je zapravo tekovina Cicvarića. Cicvarići su čuvali i popularisali pesmu više od jednog veka, a varijantu njihovog pevanja preuzima pedesetih godina Carevac u obliku koji se i danas izvodi.

## Herojski Balkanski ratovi

### Razvilo se ravno polje prilepsko
Pesmu „Razvilo se ravno polje prilepsko” napisao je avane 1912. Began Cicvarić na bitolskom bojištu uz posvetu izuzetnom stradanju srpske vojske (u kome je značajnog učešća imao i slavi VI puk Drinske divizije. Nešto kasnije prilikom glavnog napada na VI puk na Bregalnici i Govedarniku (čime je uzgred zvanično otpočeo II balkanski rat) život za otadžbinu će položiti i Bega Cicvarić. „Bitoljska bitka, vođena je u I balkanskom ratu, 16-19. XI 1912. između I srpske armije i turske Vardarske armije, koja je posle poraza na Kumanovu organizovala položaje za odbranu Bitolja. Pošto je proterala turske zaštitničke delove kod Prisata, Pletvara, Alinaca i Кičeva, I srpska armija počela je napad 16. novembra. Ovom bitkom završen je rat u Makedoniji između Srbije i Turske.” O boju na Prilepskom polju Knežević dalje navodi: „Položaj Bakarno gumno, 6. novembra, rano pre podne u tek oslobođenom Prilepu zatekao se veliki broj srpskih jedinica, dok su na Prilepskom polju, bili 4, 6, 17 puk. Koristeći takvo stanje, neprijatelj je iznenada po gustim masama vojnika osuo šrapnelsku vatru. Samo za trenutak nastala je pometnja, a onda se 6. puk kao lavina, bez komande, kao na vežbalištu rasuo na smaknuti stroj i jurišao na obližnje visove”.
Feti -paša, raniji turski poslanik u Beogradu, poginuo u borbama za Bitolj .
Zbog zasluga i slave stečene na Kumanovu i Bakarnom gumnu, u Bitolju i Bregalnici, posebno je ratnom slavom bio ovenčan 6. puk, u kome su se bo rili Šapčani i ljudi iz njegove bliže okolice, pa se s dužnom poštom govorilo „šestopukovci’, ’šestopukovac.” (Žika Popović)
Pesma „Na Šabac je udario Švaba” odnosi se noćno osvajanje i napade na Šabac koje je preuzela Austrougarska tokom 1914. od strane Save zauzela Carinarnicu. "29. divizija i delovi Varadinske posade artiljerijskom paljbom sa dva monitora bili su sever šabačkog odreda: Šabac, Majur, Štitar. Položaji jedinica ostajali su preorano. Posle povlačenja Šabačkog odreda u noćnim časovima 1-2, novembra neprijatelj ulazi u napušteni Šabac, u kome je ostao mali broj stanovnika, većinom starci, žene, deca. "
Grad preživljava mnoga oslobađanja i opsade: 14-24. avgust Šumadijska divizija I poziva, kom. Petar Bojović, 1. novembar-13. decembar Drinski konjički puk I poziva 20. oktobar-2. novembar Šumadijske divizije I poziva, kom. Jovan Krstić.

### Pesme Cicvarića
MILA MOJA KATA
Mila moja Kata, otvori mi vrata

otvori mi, da ti dam dukata!

Posle devet sata ne otvaram vrata,

idi tamo gde si dosad bio, ti stari bekrijo!

Lako j' tebi Kato, u krevetu spavat',

A meni je, a meni je teško, pod prozor ostajat'

Vetar popiruje, kiša poprskuje

moje srce zebe što nije kraj tebe
JELENO, MOMO
Jeleno, momo Jeleno

ta Jelena fina gospođo

Odavno sam ašik na tebe

pođi da si ašik na mene

Kad ti nemaš konjče kod sebe

Ja imadoh Jelo, pa dadoh

Dao sam ga dušo za tebe

Pođi da si ašik za mene!

Jeleno, momo Jeleno,

ta Jelena fina gospođo,

Odavno sam ašik na tebe,

pođi da si ašik na mene

Kad ti nemaš pare kod sebe

Ja imadoh Jelo pa dadoh,

dao sam gi dušo za tebe

Pođi da si ašik za mene!

Jelena, Jelo, Jelice,

ta Jelice, fina gospođice!
ĐAURKO MILA
Đaurko mila, tuga me mori

za oči tvoje što suze rone.

Ustašca tvoja, prepuna baja,

ah, dođi, dođi, sred zagrljaja.

Čuj kako srce umilno tepa,

ljubim te, ljubim, đaurko lepa.
NA ŠABAC JE UDARIO ŠVABA
Na Šabac је udario Švaba

mučki noću, kao neka baba

mislio је sada il nikada

svom Srbijom zemljom da zavlada

I to bilo, za dugo ne bilo

dok se srpsko kolo sakupilo

Sakupi se srbadija mlada

Cer planinom vije kolo sada

Došo Švaba do Mišarskog brda

susrela ga pešadija od 6. puka

koja је se namučila muka

Šrapnel cepa, a granata seva

Od tud stiže Stepanović Stepa

Bije puškom, bije bajonetom,

rastavi im život s ovog sveta

Op šija, pešadija i konjica

i tobdžija!

## Literatura
- Kuzmanović, Vladan (2018). Cicvarića Pesme. Kobo Books.  9781387840625